# Майорівка (Львів)

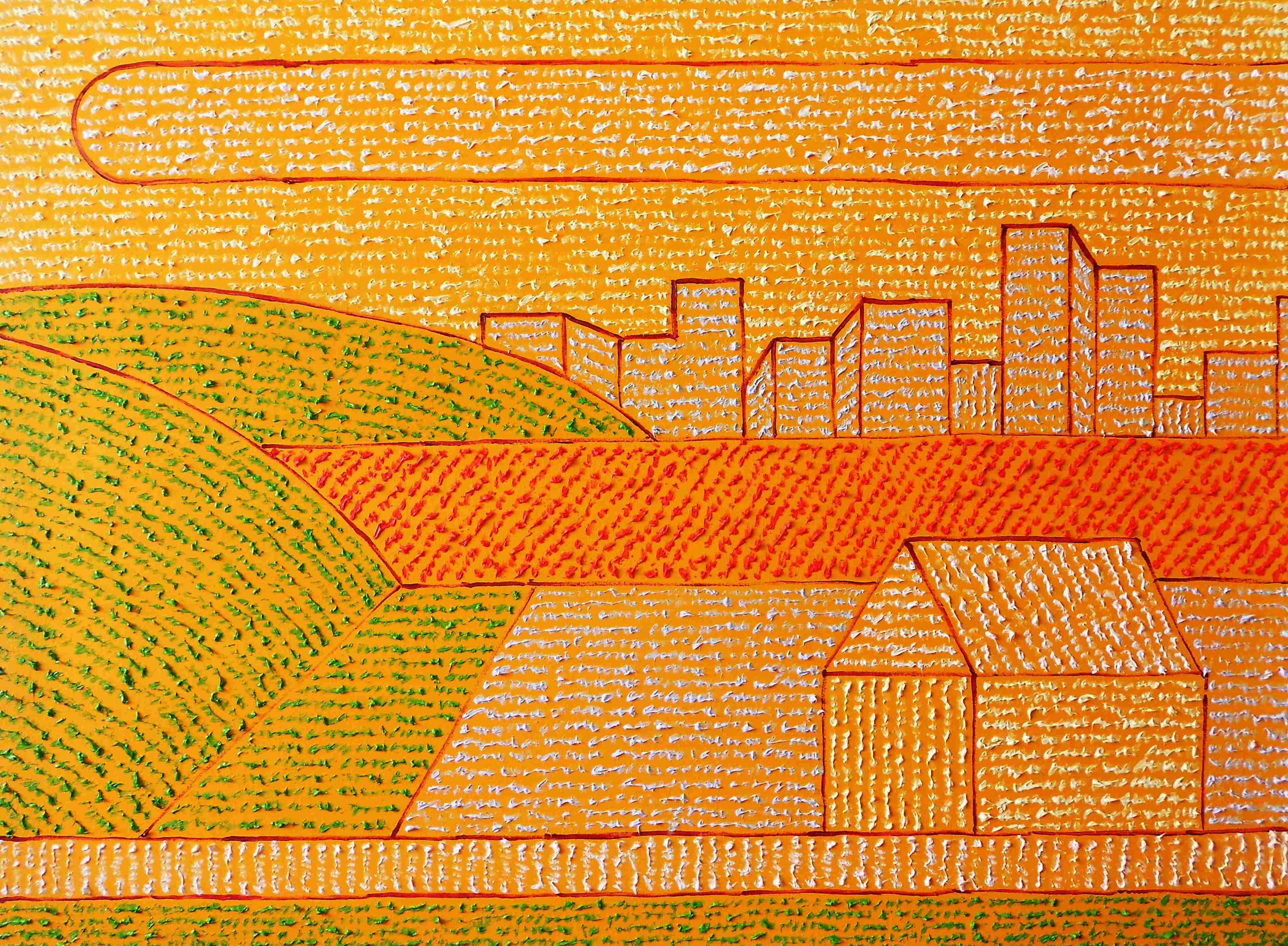
Любомир Тимків, "Майорівка" (2016 р., полотно, олія, розмір 85х115см.)

Майо́рівка (Маєрівка) — місцевість Личаківського району Львова. Розташована на схід від вулиці Пасічної і південніше вулиці Таджицької.
Майорівка майже з усіх боків оточена лісовими масивами: з півночі, сходу та південного сходу — Винниківським лісопарком, із заходу — лісопарком Погулянка. На південно-східній околиці Майорівки розташована пам'ятка природи — Медова печера.

## Назва
Назва «Майорівка» трансформувалася від «Маєрівка», що, в свою чергу, пішла від прізвища власника тутешніх земель Маєра Ходачкевича II з роду Туївських.

## Історія
Маєрівка — фільварок ботаніка Йозефа Маєра, який перебрався сюди в середині XIX ст. з Краківського передмістя (сучасної вул. Січових Стрільців). У 1870—1880-х роках австрійською армією тут споруджено форти. Залишки земляних укріплень п'ятикутної форми на ділянці 75×60 м збереглись у лісовому масиві. У 1930-х Майорівку придбав Андрей Шептицький й створив тут відпочинкову оселю для студентів Львівської греко-католицької семінарії та Богословської академії.
У 1909–1944 роках проходила залізниця Львів — Підгайці.

## Церкви
- Різдва Івана Хрестителя
- Благовіщення Пресвятої Богородиці

## Світлини

Початок вулиці Медової печери
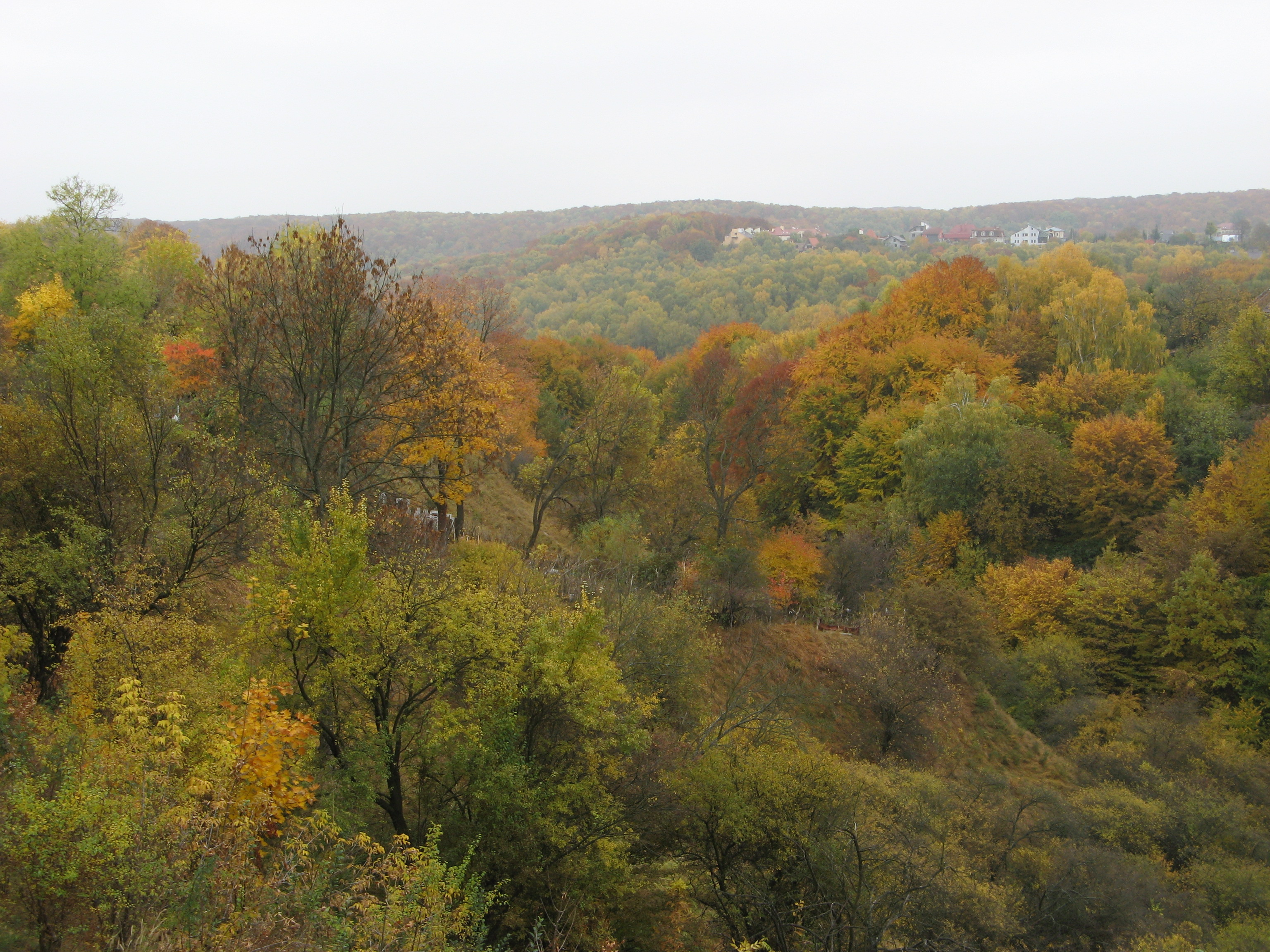
Винниківський лісопарк біля Майорівки
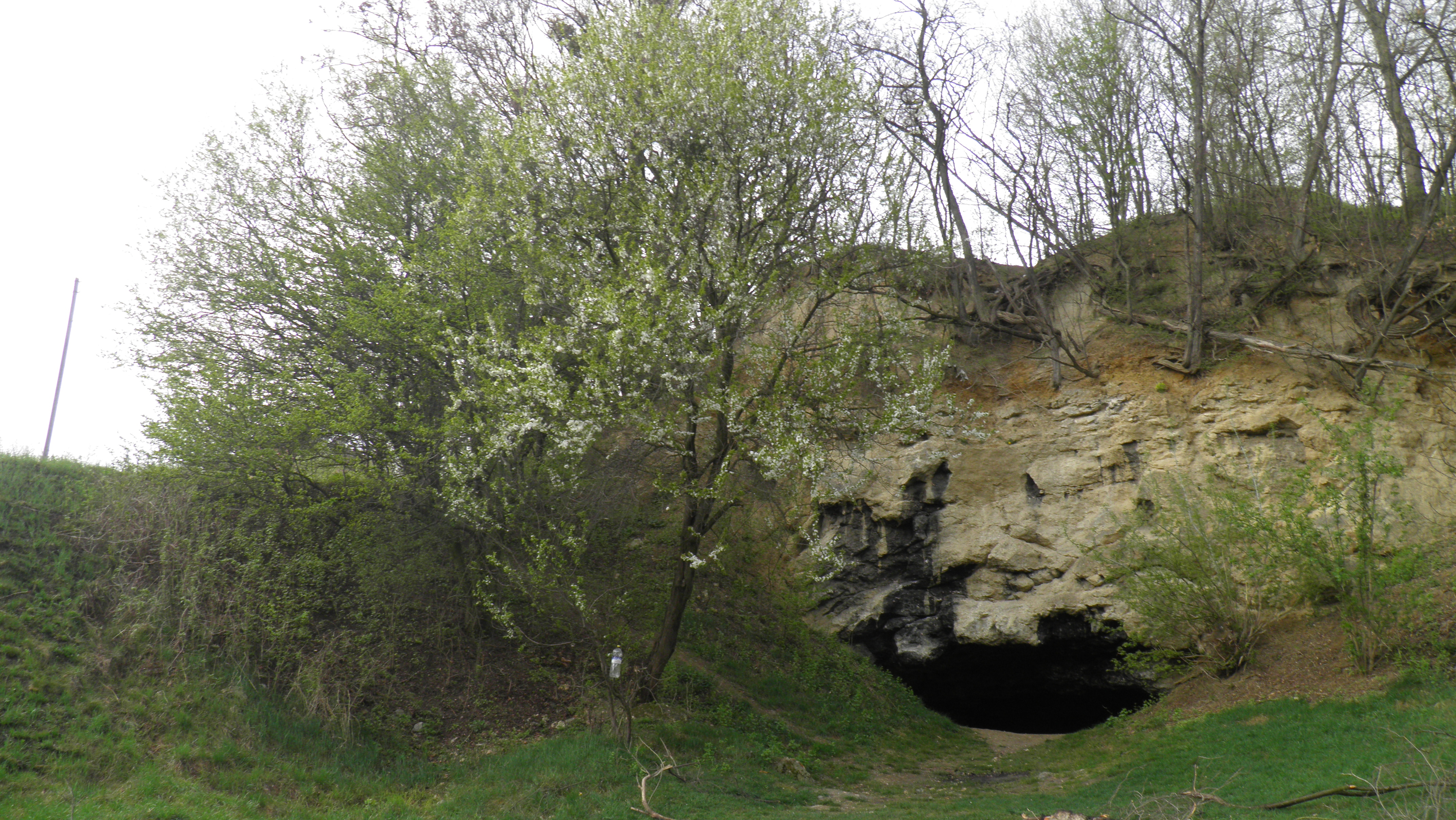
Медова печера
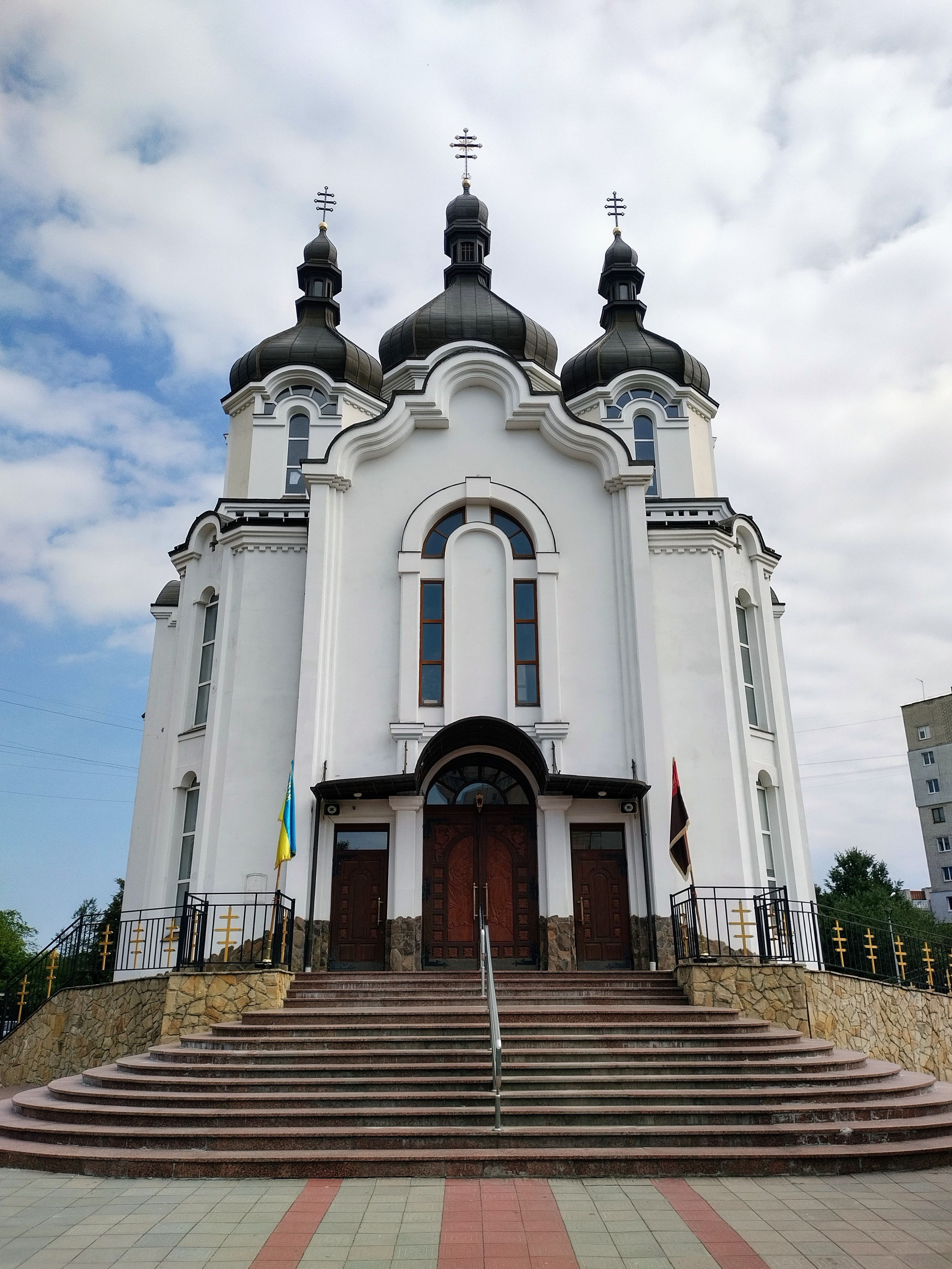
Церква Благовіщення Пресвятої Богородиці
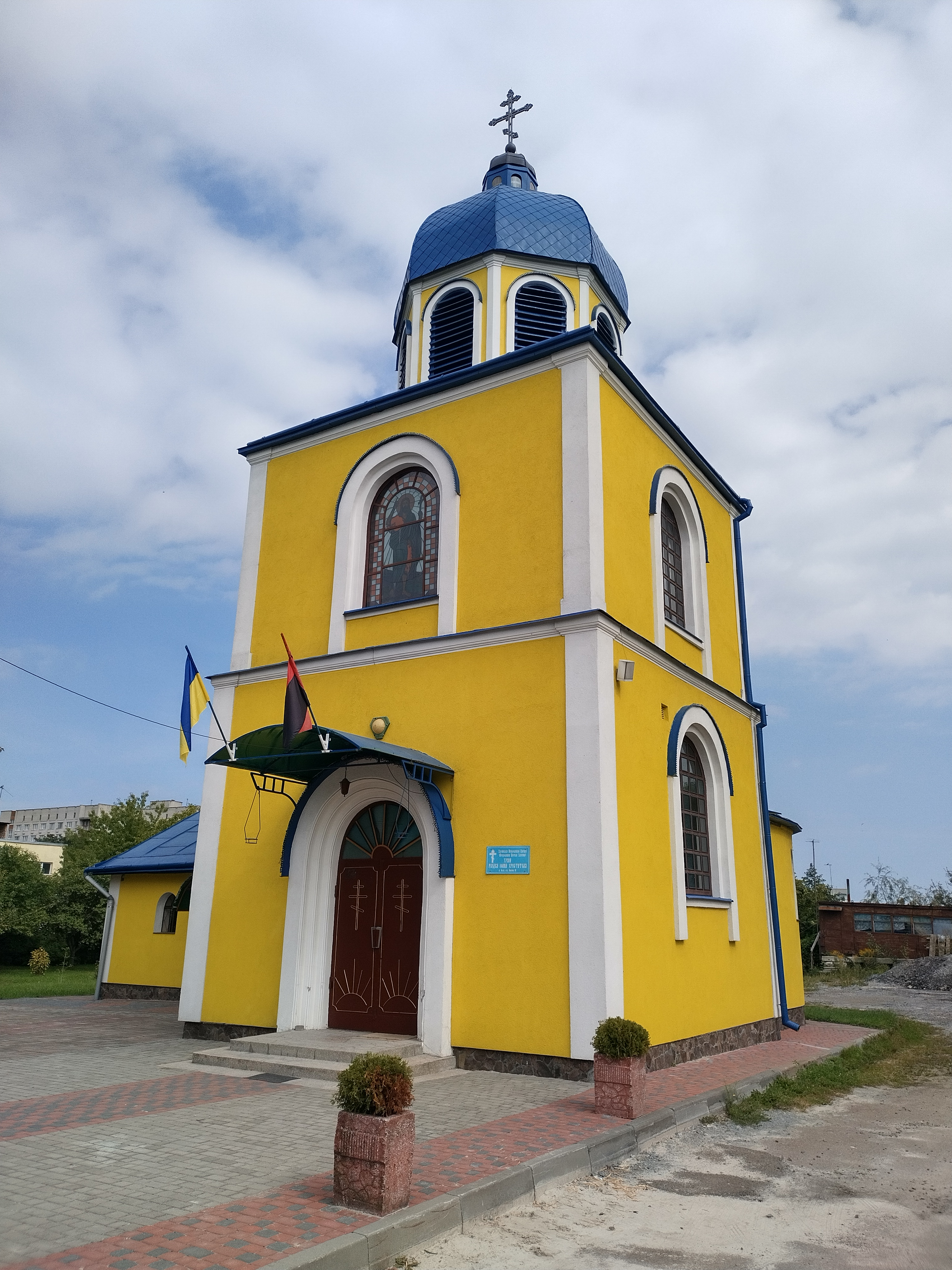
Церква Різдва Івана Хрестителя